# Hartmannsdorf bei Kirchberg
Hartmannsdorf bei Kirchberg (ufficialmente Hartmannsdorf b. Kirchberg è un comune di 1.450 abitanti della Sassonia, in Germania.
Appartiene al circondario (Landkreis) del Zwickau (targa Z) ed è parte della comunità amministrativa (Verwaltungsgemeinschaft) di Kirchberg.